# Hennepin Avenue Bridge

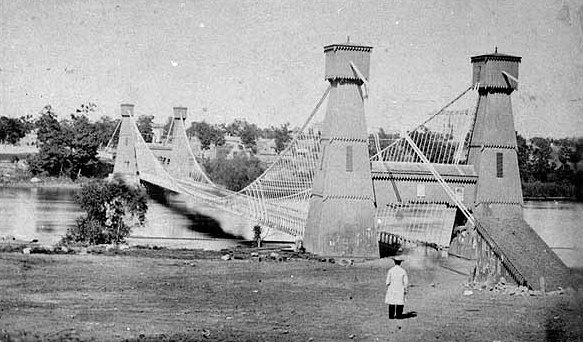
Die Originalbrücke um das Jahr 1865.

Die heutige Hennepin Avenue Bridge ist die letzte in einer Reihe von Brücken im Zuge der Hennepin Avenue über den Mississippi River in Minneapolis, Minnesota und führt über Nicollet Island hinweg.  Offiziell ist ihr Name Father Louis Hennepin Bridge, zu Ehren des Entdeckers der Niagarafälle, dem belgischen Missionar Louis Hennepin des 17. Jahrhunderts, der auch die Saint-Anthony-Fälle entdeckte, die eine kurze Streck flussabwärts liegen. Drei der Bauwerke waren Hängebrücken, während die vierte, die fast ein Jahrhundert überdauerte, eine stählerne Bogenbrücke war. Die erste Brücke an dieser Stelle war die mautpflichtige und am 23. Januar 1855 eröffnet Brücke gewesen, von der angenommen wird, dass es die erste Überbrückung des Mississippi River überhaupt war. Neubauten wurden 1876, 1891 und zuletzt 1990 dem Verkehr übergeben. Die Hauptstützweite der heutigen Brücke beträgt 190 m. Sie ist 316 m lang, 41 m breit und hat eine lichte Höhe von rund 11 m. Über die Brücke führen sechs Fahrstreifen der Hennepin Avenue, einer wichtigen Hauptstraße in Minneapolis.